# 立花房子
立花 房子（たちばな ふさこ、1945年1月8日  - 2005年9月23日）、日本の女優。本名：石田 房子。
山梨県出身。大阪女学院専攻科卒業。劇団欅、劇団雲、劇団昴に所属していた。
夫は俳優で声優の石田太郎。
2005年9月23日、肝臓癌のため病院にて死去。60歳没。

## 出演作品

### テレビドラマ
- 部長刑事（ABC）
  - 第428話「画廊の女」（1966年）
  - 第437話「錯覚」（1967年）
  - 第614話「B号警備」（1970年）
- 素顔の青春（1967年、NHK） - 神谷直子
- 男一番!タメゴロー（1970年、NET）
- 帰ってきたウルトラマン 第18話「ウルトラセブン参上!」（1971年、TBS） - 梶夫人
- ザ・ガードマン 第347話「すごーい奥さんの飛行機爆破作戦」（1971年、TBS）
- 大河ドラマ / 新・平家物語 第22話（1972年、NHK）
- 気になる嫁さん 第18話「赤ちゃん欲しくなっちゃった」（1972年、NTV）
- さぼてんとマシュマロ 第24話（1972年、NTV）
- プレイガール（1972年、12ch）
  - 第156話「妻は過去に何をされたか?」
  - 第172話「男命を殺しに賭けて」
- ライオン奥様劇場 / 男の償い（1972年、CX）
- キカイダー01 第14話「怪談 ギルの亡霊が地獄で呪う」（1973年、NET） - 淡路百合子
- 顔で笑って 第1話「二十八回目のお見合い」（1973年、TBS）
- 銭形平次 第395話「ぬれぎぬ」（1973年、CX）
- 同心部屋御用帳 江戸の旋風 第46話「悪い夢」（1976年、CX）
- 太陽にほえろ!（NTV）
  - 第308話「新しき家族」（1978年） - 山村隆の叔母
  - 第403話「罪と罰」（1980年） - 土屋多恵子
  - 第465話「裏の裏」（1981年） - 河合夫人
  - 第607話「狼を追え!」（1984年） - 野上佳江
- 人はそれをスキャンダルという 第10話「母子草」（1979年、TBS）
- 新五捕物帳 第93話「大江戸初春侍小僧」（1980年、NTV）
- 俺はあばれはっちゃく 第54話「母ちゃん歌えや!(秘)作戦」（1980年、ANB）
- 特捜最前線（ANB）
  - 第191話「ジングルベルを聴く婦警!」（1980年）
  - 第368話「野鳥団地の女!」（1984年）
- 女捜査官 第11話「燃える人妻・コールガールの復讐」（1982年、ABC / テレパック）
- 火曜サスペンス劇場（NTV）
  - 暗い循環（1982年）
  - 軽蔑（1984年）
- ザ・サスペンス / 消えたスクールバス 園児集団蒸発「それは夏祭りから始まった」（1982年、TBS）
- 大奥 第13話「子連れ将軍と五人の女」（1983年、KTV） - お霧
- 高校聖夫婦 第23話「完全なる結婚」（1983年、TBS）
- 母ちゃんの牧場（1984年、CX）
- 連続テレビ小説 / はね駒 第96話（1986年、NHK） ‐ 桐山夫人
- どうぶつ通り夢ランド 第10話「二人だけで愛の告白?!」（1986年、ANB）
- 水曜ドラマ / 主婦代行いたします 第10話「お葬式代行」（1987年、NTV） - 信子
- 芸能社会（1990年、TBS）
- 水曜グランドロマン / 恍惚の人（1990年、NTV）
- 土曜ワイド劇場 / 八甲田山殺人暮色（1991年、ANB）

### 吹き替え
- 南部の唄（テンピー〈ハティ・マクダニエル〉）※ポニー版

### 映画
- 呪いの館 血を吸う眼（1971年、東宝） - ピアノの女

### 舞台
- 空騒ぎ（1969年、劇団欅）